# یاندیکی
یاندیکی (به لاتین: Yandyki) یک منطقهٔ مسکونی در روسیه است که در استان آستراخان واقع شده‌است.